# César Ferreira Cattaruzzi
César Ferreira Cattaruzzi, kurz César, (* 20. März 1984 in Campinas) ist ein ehemaliger brasilianischer Fußballspieler.

## Karriere
César begann seine Profilaufbahn in Brasilien bei EC São José und CA Bragantino. Der Schweizer Challenge-League-Club FC Thun verpflichtete den Mittelstürmer für zwei Saisons (ab dem 1. Juli 2008). Vom 1. Oktober 2009 bis zur Winterpause 2009 war Cattaruzzi leihweise beim FC Grenchen im Einsatz (seinerzeit in der 1. Liga, in der dritthöchsten Schweizer Spielklasse).